# Вігіліус Тапський
Вігілій (Вігіліус) Тапський (до 484 року), також відомий як Вігілій Тапсіс, Вігілій Афер, або Вергілій з Тапсо — єпископ Тапсу, що в провінції Візакій, на території нинішнього Тунісу, в V столітті. Також вважається письменником-богословом і полемістом.
Після Синоду 484 року він, імовірно, був вигнаний королем вандалів Гунеріхом, який підтримував аріанство, а не тринітарні вірування. Імовірно втік до Константинополя.

## Писання
Згідно зі Словником християнської біографії та літератури, написав один трактат «Adversus Nestorium et Eutychem Libri quinque pro defesione Synodi Chalcedonensis», часто скорочений до просто «Contra Eutychetem», у п'яти томах. У ньому коротко викладено аргументи проти евтихіанства та захищає халкидонське християнство.
Католицька енциклопедія приписує йому ще серію діалогів: "Contra Arianos, Sabellianos, et Photinianos; Афанасіо, Аріо, Сабелліо, Фотіно та Пробо суддя, співрозмовники. Діалог має форму вигаданої дискусії між Арієм, Савеллієм, Фотіном і суддею Пробом.
Припускають, що існують інші діалоги та трактати написані Вігіліусом. До них належать роботи, які часто приписують іншим авторам (включаючи Ідація, Амвросія та Августина), імовірно, через суперечності. До неповного списку цих праць належать:
- Contra Felicianum, de Unitate Trinitatis, ad Optatum
- Altercatio sub nomine Athanasii adversus Arium
- De Trinitate
- De Trinitate adversus Varimadum
- Contra Palladium Arianum episcopum